# Edvard

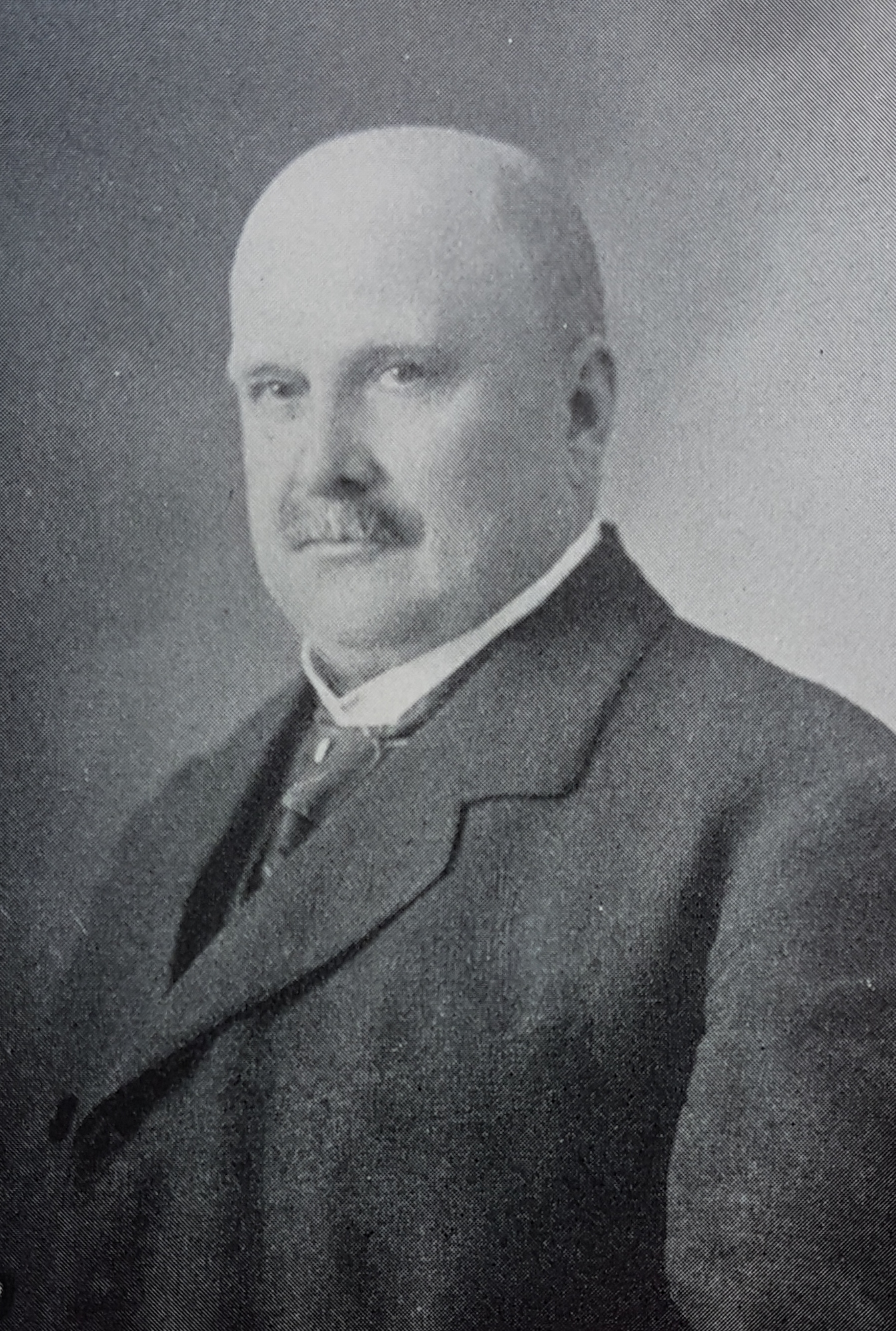
Edvard Hedin.

Edvard eller Edward (ursprungligen Eadweard) är ett mansnamn med engelskt ursprung sammansatt av ord som betyder 'rikedom' och 'väktare'. Numera[Sedan när då??] är stavningen Edward den vanligaste, men bland de äldre är stavningen med v den dominerande. Namnet har använts i Sverige sedan 1600-talet. Redan på medeltiden användes namnet i formen Jedvard. Några kortformer eller smeknamnsformer är Eddie och Ed.
Sin glansperiod hade Edvard i mitten av 1800-talet då det var ett modenamn. Ända in på 1910-talet var det mycket vanligt bland de nyfödda. Numera ligger det strax utanför 100-i-topp-listan. 31 december 2007 fanns det totalt 13 082 personer i Sverige med namnet Edvard, varav 2 321 med det som tilltalsnamn. Detta fördelat på stavningarna Edvard/Edward/Eduard/Edouard. År 2006 fick 77 pojkar namnet Edvard/Edward som tilltalsnamn varav 27 stavade namnet Edvard och 50 Edward. År 2011 kom Edward med på top 100-listan över vanligaste tilltalsnamnen för nyfödda pojkar.
Många engelska kungligheter har hetat Edward.
Namnsdag: 18 mars i Sverige. I den finlandssvenska namnsdagslängden har Edvard namnsdag 18 mars sedan starten 1929, då en egen namnsdagskalender togs i bruk för finlandssvenskar.

## Personer med namnet Edvard/Edward/Eduard/Édouard
- Edward Albee, amerikansk författare och dramatiker
- Edvard Alkman, översättare, kritiker, publicist och politiker (Liberala samlingspartiet)
- Edvard Anderson, grosshandlare
- Edward Asner, amerikansk skådespelare och röstskådespelare
- Edouard Balladur, fransk politiker
- Edward Bekännaren, engelsk kung och helgon
- Edvard Beneš, tjeckoslovakisk politiker
- Edward Berggren, konstpedagog, målare, grafiker och illustratör
- Edvard August Bergh (1853-1915), dekorationsmålare och kyrkorestauratör
- Edvard Bergh (konstnär) (1828-1880), landskapsmålare
- Johan Herman Edvard Bergh (1829-1903), finländsk jurist och skriftställare, grundare av Helsingfors dagblad (1862)
- Edvard Brandes, dansk författare och politiker
- Edward Blom, arkivarie, gastronom, programledare, kock och författare
- Edvard Brink, dansk kompositör, musiker och kapellmästare
- Eduard Buchner, tysk kemist, nobelpristagare i kemi 1907
- Edvard Bäckström, journalist, författare
- Edvard Carleson, politiker, justitieråd, riksdagsman och justitiestatsminister 1874-1875
- Edvard Cassel, jurist
- Edward Cullen, litterär figur
- Edward Dahl, medel- och långdistanslöpare
- Édouard Daladier, fransk politiker
- Edvard Danielsson, skådespelare
- Edward A. Doisy, amerikansk biokemist, mottagare av Nobelpriset i fysiologi eller medicin 1943
- Edward Miller Gard Eddy, engelsk järnvägsman
- Edward Elgar, engelsk tonsättare
- Edward T. England, amerikansk politiker, kongressledamot
- Edvard Evers, präst, författare och samlare
- Edvard Fredin, dramatiker, skådespelare, teaterrecensent och översättare
- Edward Furlong, amerikansk skådespelare
- Edward Gierek, polsk kommunistisk politiker
- Edvard Grieg, norsk tonsättare
- Edward Grimes, medlem i den irländska popgruppen Jedward
- Eduard Hanslick, österrikisk musikskriftställare
- Edward Heath, brittisk politiker (konservativ), premiärminister 1970-1974
- Edvard Hedin, riksdagsman och Helgelseförbundets grundare
- Edouard Herriot, fransk politiker
- Edvard Hoem, norsk författare
- Edward Jenner, brittisk läkare och pionjär inom vaccinering
- Edvard Johanson, LO:s ordförande 1930-1936
- Edward Kennedy, amerikansk politiker, senator
- Édouard Lalo, fransk tonsättare
- Edvard Lembcke, dansk författare
- Édouard Manet, fransk målare
- Edward Mulhare, irländsk skådespelare
- Edvard Munch, norsk konstnär
- Eduard Mörike, tysk författare
- Edvard Persson, skådespelare
- Edward Reigle, kanadensisk ishockeyspelare och -tränare
- Edvard Herman Rodhe, biskop i Göteborgs stift 1888-1929
- Edvard Magnus Rodhe, biskop i Lunds stift 1925-1948
- Edward Scissorhands, filmfigur
- Eduard Sjevardnadze, sovjetisk utrikesminister, president i Georgien
- Edward Smith,  brittisk sjökapten, kapten på lyxångaren Titanic
- Edward Smith-Stanley, 14:e earl av Derby, brittisk politiker, premiärminister
- Edward Stettinius, amerikansk diplomat, utrikesminister 1944-1945
- Edvard Søderberg, dansk författare
- Edward Teach pirat även kallad Svartskägg
- Edward H. White, amerikansk astronaut
- Edvard I av England, engelsk kung
- Edvard II av England, engelsk kung
- Edvard III av England, engelsk kung
- Edvard IV av England, engelsk kung
- Edvard V av England, engelsk kung
- Edvard VI av England, engelsk kung
- Edvard VII av Storbritannien, brittisk kung
- Edvard VIII av Storbritannien, brittisk kung